# Тереза Ђурић
Тереза Ђурић (енгл. Teresa A. H. Djuric) је пензионисани бригадни генерал Америчког ратног ваздухопловства, српског порекла. Пензионисана је као заменик директора Свемирске обавештајне канцеларије у Пентагону.

## Образовање
Дипломирала је 1983. године из области информатике на Универзитету Мери Вашингтон у Фредериксбургу (Вирџинија). Исте године је завршила Школу за официрску обуку у Ваздухопловној бази Локланд у Тексасу.
Школу за официре ескадриле при ваздухопловној бази у Алабами, завршила је 1987. године.
Мастер студије је завршила 1994. године на Универзитету Колорадо у Колорадо Спрингсу (Колорадо).
Ваздушну командно штабну школа је завршила 1996. године, а 1999. године дописно и Ратни ваздухопловни колеџ.
На Ратном ваздухопловном колеџу у Карлајлу (Пенсилванија) је 2001. године завршила мастер студије из области стратешких студија.
При Здруженом војном штабу Норфоку (Вирџинија) је завршила здружену и комбиновану ратну школу.

## Војна каријера
Распоређена је 2004. године у југозападну Азију, на место директора Свемирских снага у операцијама "Трајна слобода" и "Ирачка слобода".
У чин бригадног генерала је унапређена 9. децембра 2008. године.

## После пензионисања
Од 1. октобра 2013. године, ради као специјални асистент председника Мери Болдвин Колеџа и заповедник кадета Женског института за ливерство и Вирџинији.